# كهف باتاتوتالينا
كهف باتاتوتالينا في النصوص البوذية، هو نظام كهف في سوداجالا، على بعد 8 كيلومترات (5 ميل) من مدينة كورويتا، في مقاطعة ساباراغاموا في سريلانكا.
في البوذية، يُعتقد أنه هو الكهف الذي قضى فيه بودا اليوم بعد وضع قدمه على قمة جبل الرحون، حيث من المفترض أنه انتقل إلى الديغباوي.